# Rébellion de Monmouth

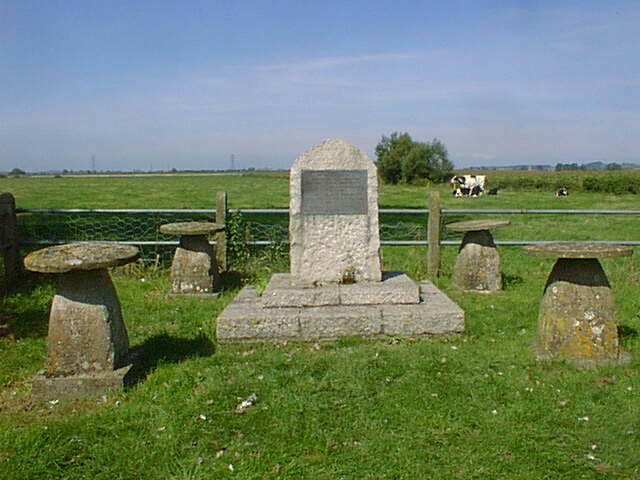
Mémorial de la bataille de Sedgemoor.

La rébellion de Monmouth est une tentative ayant eu lieu en 1685 de renverser Jacques II, devenu roi d’Angleterre, d’Écosse et d’Irlande à la mort de son frère aîné Charles II le 6 février 1685. Jacques II est impopulaire en raison de sa foi catholique et nombre de ses sujets étant opposés à l’idée d’un roi « papiste ». James Scott, premier duc de Monmouth, fils illégitime de Charles II, prétend alors être l’héritier légitime du trône et tente de remplacer Jacques II.
La rébellion s’achève avec la défaite des partisans de Monmouth à la bataille de Sedgemoor le 6 juillet 1685. Monmouth est exécuté sous le motif de trahison le 15 juillet et nombre de ses partisans sont exécutés ou condamnés à la déportation par les « Assises sanglantes » du juge Jeffreys.

## Le duc de Monmouth

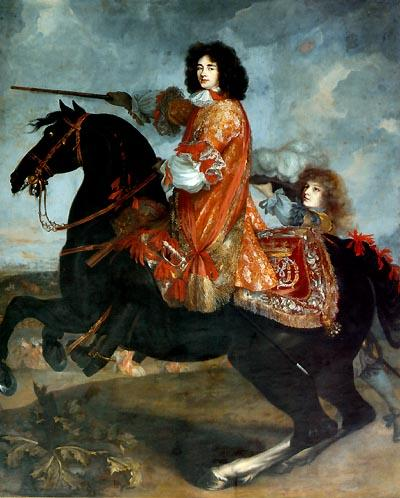
James Scott, premier duc de Monmouth.

Monmouth est un fils illégitime de Charles II, qui aurait épousé sa mère, Lucy Walter, mais rien ne le prouve et Charles prétendra toujours n’avoir eu qu’une épouse Catherine de Bragance.
Monmouth est protestant. Nommé commandant en chef de l’armée britannique par son père en 1672 et capitaine général en 1678, il connaît quelques succès aux Pays-Bas au cours de la Troisième guerre anglo-néerlandaise. La réputation militaire de Monmouth, et son protestantisme, font de lui une figure populaire en Angleterre. Il appuie en 1681 la tentative d’adoption de l’Exclusion Bill, un acte du Parlement visant à exclure de la succession au trône James Stuart, frère de Charles II, et à lui substituer Monmouth, mais Charles déjoue ses opposants et dissout le Parlement pour la dernière fois,. Après le complot de Rye-House pour assassiner à la fois Charles et Jacques, Monmouth s’exile en Hollande et rassemble des partisans à La Haye.
Tant que Charles II reste le souverain d’Angleterre, Monmouth vit une vie de plaisirs en Hollande, quoiqu’espérant toujours accéder pacifiquement au trône. Le couronnement de Jacques II met un terme à ces espoirs. Le stathouder des Pays-Bas, Guillaume d’Orange, bien que protestant lui-même, est lié à Jacques par traité et ne peut tolérer un prétendant rival sur son sol.

## De Lyme Regis à Sedgemoor

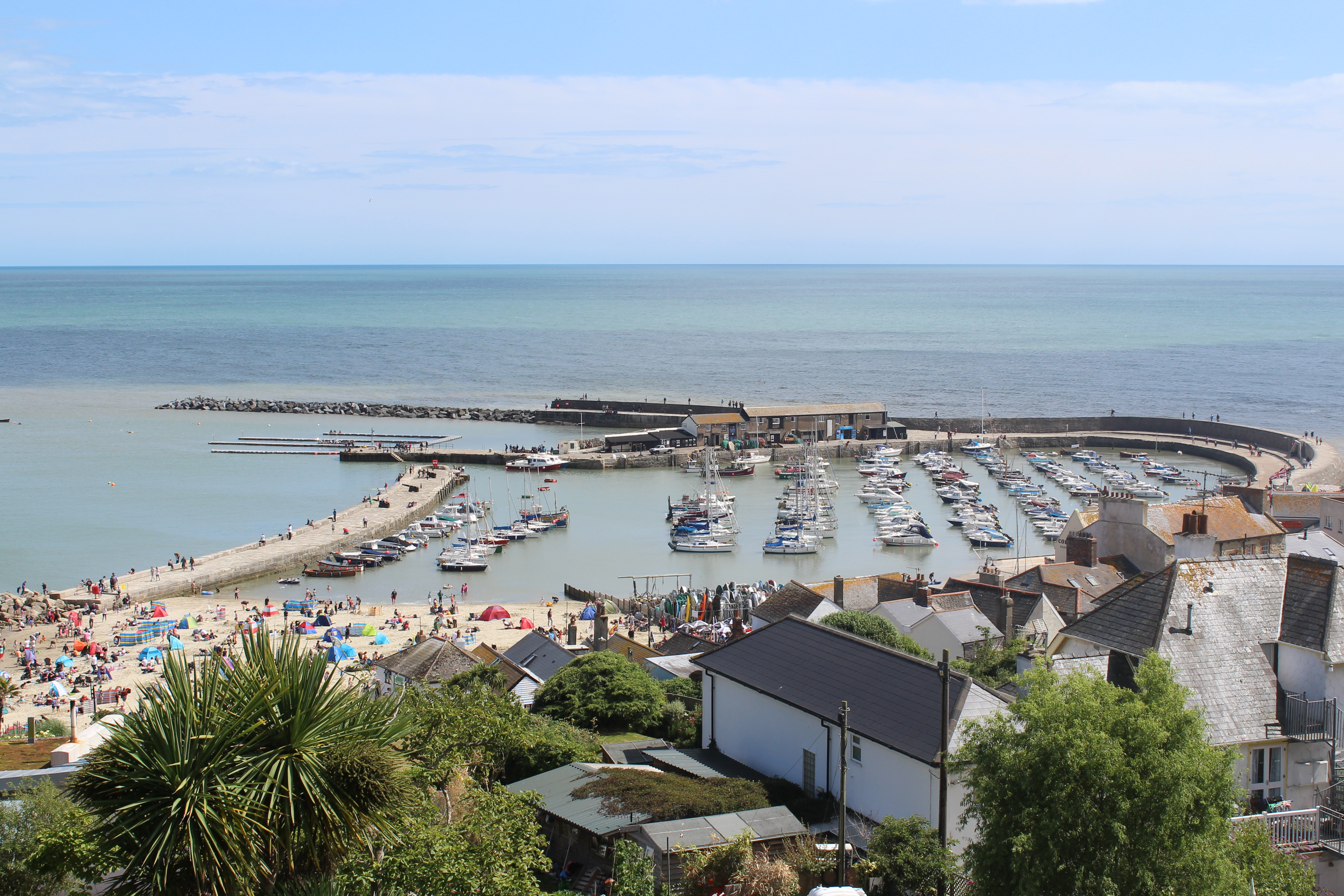
Port de Lyme Regis où le duc de Monmouth a débarqué en 1685.

En mai 1685, Monmouth fait voile vers le sud-ouest de l’Angleterre, une région profondément ancrée dans le protestantisme, avec trois petits navires, quatre canons d’artillerie de campagne et 1500 fusils. Il touche terre avec 82 partisans, parmi lesquels lord Grey of Warke et rassemble quelque 300 hommes à Lyme Regis dans le Dorset le 11 juin. Le roi Jacques II d’Angleterre ne tarde pas à être alerté du retour de Monmouth : deux officiers des douanes arrivent de Lyme à Londres le 13 juin, ayant couvert en toute hâte plus de 320 kilomètres.
Au lieu de marcher sur Londres, Monmouth fait route au nord vers le Somerset, et le 14 juin, affronte la milice du Dorset à Bridport ; à cette occasion, nombre des miliciens font défection et rejoignent les troupes du duc de Monmouth ; le lendemain 15 juin a lieu une autre escarmouche à Axminster. Les récentes recrues rejoignent la troupe mal organisée, atteignant quelque 6 000 hommes, pour l’essentiel des Non-conformistes, des artisans et des journaliers armés d’outils agricoles (parfois de simples fourches) : parmi eux se trouve le jeune Daniel Defoe.
Monmouth s’autoproclame roi et se fait couronner à Chard avant d’organiser d’autres cérémonies à Taunton le 20 juin 1685 où la corporation de Taunton est contrainte par les armes à assister à l’événement devant l’auberge the White Hart Inn. Ces manœuvres ont pour but de gagner à la rébellion le soutien de la noblesse locale. Monmouth continue sa route vers le nord, via Shepton Mallet (23 juin). Dans le même temps, la marine royale se saisit des navires du duc de Monmouth, annihilant tout espoir de retraite vers le continent.
Le 24 juin, l’armée de Monmouth dresse le camp à Pensford et arrive le jour suivant à Keynsham, dans l’intention d’attaquer la ville de Bristol — qui est à l’époque la seconde ville la plus importante du royaume par sa population après Londres ; toutefois, la ville est alors aux mains du duc de Beaufort et de membres de la milice du Gloucester. Des escarmouches indécises ont lieu avec une force des Life Guards conduits par le comte de Feversham Louis de Duras, un neveu de Turenne. Monmouth se détourne alors vers Bath, dans le Somerset, laquelle est également contrôlée par des troupes royalistes, et installe ses quartiers à Philips Norton (aujourd’hui Norton St Philip) où il est attaqué le 27 juin par les troupes de Feversham ; les partisans de Monmouth font ensuite marche de nuit vers Frome, prenant ensuite la direction de Warminster.
Monmouth escompte que le soulèvement de l’Écosse, mené par le comte d’Argyll Archibald Campbell, affaiblira le soutien au roi ainsi que son armée. Argyll débarque à Campbeltown le 20 mai et passe les premiers jours à lever une petite armée de partisans ; il est cependant dans l’incapacité de les conserver rassemblés lors de sa marche sur Glasgow. Le comte et ce qu’il reste de ses compagnons sont capturés à Inchinnan le 19 juin, et Argyll est emmené à Édimbourg pour y être exécuté le 30 juin. D’autres révoltes sur lesquelles compte Monmouth, dans le Cheshire et en Est-Anglie ne se concrétiseront jamais. Le moral des partisans de Monmouth commence de s’effriter après que commencent à se répandre à Frome les nouvelles du revers en Écosse, le 28 juin.
Les rebelles poussent jusqu’à Trowbridge (dans le comté de Wiltshire) mais les forces royalistes leur coupent la route et Monmouth fait volte-face, retournant dans le Somerset par Shepton Mallet, atteignant Wells le 1er juillet. Les soldats endommagent la façade occidentale de la cathédrale de Wells, arrachent les tuiles en plomb pour en faire des balles, cassent les vitraux, brisent l’orgue et le mobilier et convertissent même un temps la nef en écuries pour leurs chevaux.
Monmouth est finalement repoussé sur les Somerset Levels (là même où Alfred le Grand avait cherché refuge au cours des conflits avec les Vikings), et encerclé à Bridgwater le 3 juillet, où il ordonne à ses hommes de fortifier la ville.

## Bataille de Sedgemoor
Monmouth est finalement vaincu par Feversham — avec l’aide de son commandant en second John Churchill, futur duc de Marlborough — le 6 juillet lors de la bataille de Sedgemoor. Monmouth se risque alors à lancer une attaque de nuit, mais l’effet de surprise fait long feu à cause d’un tir de fusil accidentellement déclenché. Ses partisans mal entraînés sont battus en brèche par les militaires professionnels qu’ils affrontent et des centaines tombent sous le feu des canons et des mousquets.

## Après Sedgemoor

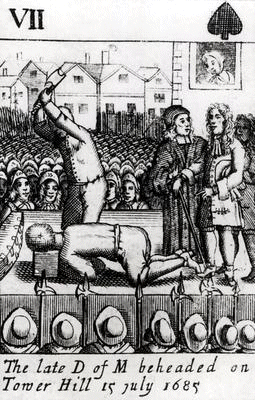
Exécution de Monmouth à Tower Hill, 15 juillet 1685 (calendrier julien)

Monmouth s’enfuit du champ de bataille mais est capturé dans un fossé le 8 juillet (soit à Ringwood dans la New Forest, soit à Horton dans le Dorset). À la suite de cette arrestation, le Parlement vote un Bill d'attainder, 1 Ja. II c. 2. Bien qu’ayant demandé grâce, et mis en avant sa conversion au catholicisme, il est exécuté par Jack Ketch le 15 juillet 1685 à Tower Hill. Plusieurs coups de hache sont nécessaires à sa décollation (jusqu’à huit selon certaines sources ; le site officiel de la Tour de Londres parle de cinq coups, le comte Spencer, Charles Spencer, parle de sept coups dans son ouvrage Blenheim). Ses possessions de Monmouth et de Buccleuch sont confisquées, les titres subsidiaires du duc de Monmouth étant rattachés au duc de Buccleuch.

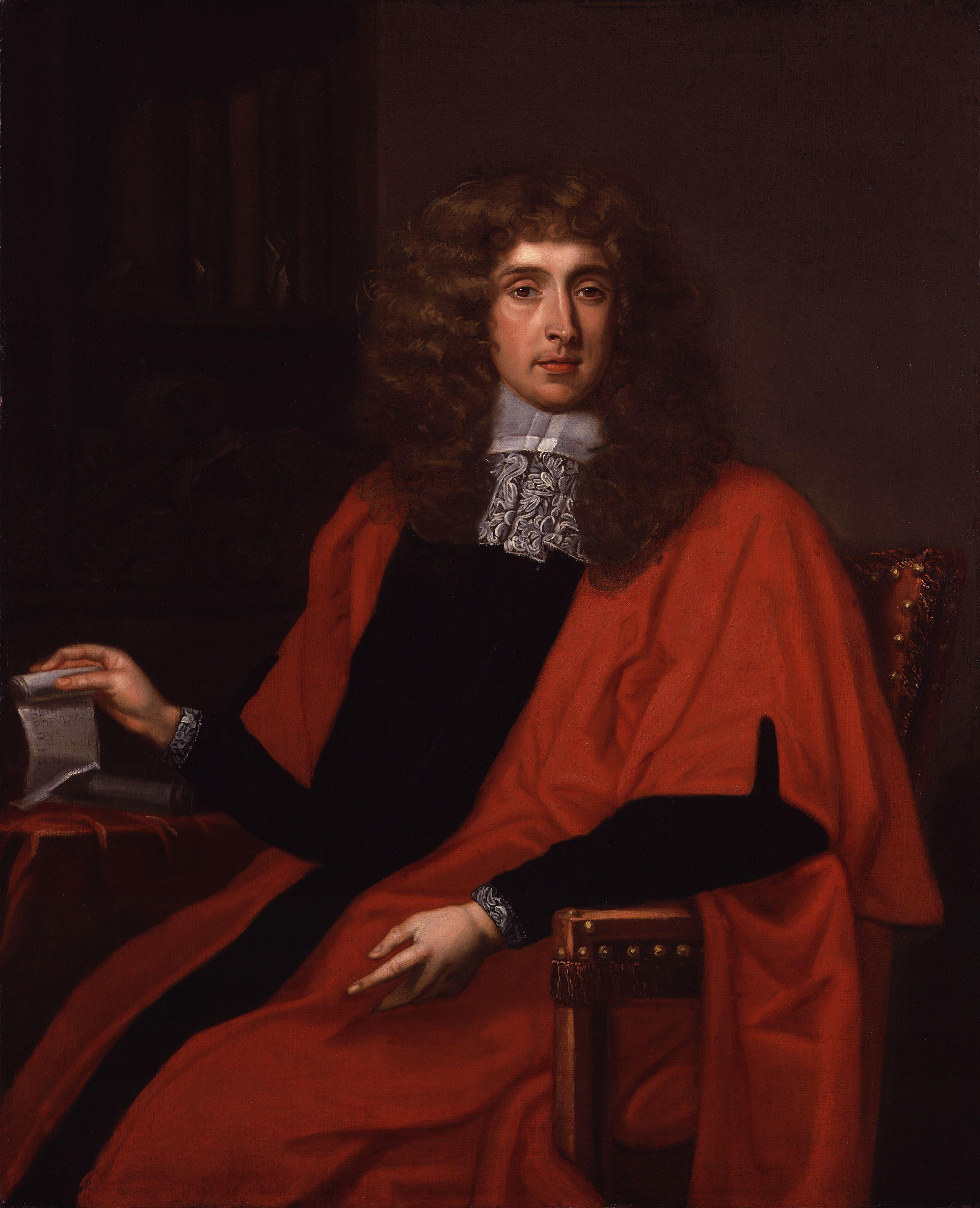
George Jeffreys dit le juge Jeffreys

Les Assises sanglantes, présidées par le juge Jeffreys, sont une série de procès au cours desquels sont jugés les partisans de Monmouth ; 320 personnes sont condamnées à la peine capitale, et quelque 800 autres sont condamnées à la déportation dans les Caraïbes. Thomas Chamberlain d’Oddington, l’un des coconspirateurs, de la famille des Tankerville, Gloucestershire, et des barons de Wychkham, est, pour échapper à la décapitation, déporté dans la colonie de Virginie pour y servir dans l’armée.
Jacques II sort renforcé de l’effondrement de la rébellion de Monmouth. Il demande au Parlement de révoquer le Test Act et l’Habeas Corpus Act de 1679, use de son autorité personnelle pour nommer des catholiques à des postes éminents et renforce l’armée permanente. Le Parlement, qui se déclare opposé à plusieurs de ces innovations, est dissous par le roi le 20 novembre 1685. En 1688, lorsque la naissance de Jacques François Stuart laisse entrevoir une succession catholique sur le trône d’Angleterre, Jacques II est renversé par un coup d'État conduit par Guillaume d’Orange au cours de la Glorieuse Révolution à l’invitation de l’establishment protestant mécontent.